# تشارلز ميلتون بيل
تشارلز ميلتون بيل (بالإنجليزية: Charles Milton Bell)‏ هو مصور أمريكي، ولد في 1848 في فريدريكسبيورغ في الولايات المتحدة، وتوفي في 1893 في واشنطن العاصمة في الولايات المتحدة.